# عبد المحسن اللويمي
 عبد المحسن محمد بن مبارك بن ناصر بن محمد بن ناصر بن حسين اللويمي (ت. 1245 هـ). هو رجل دين شيعي أحسائي من أهل قرية البطالية الأحسائيَّة وقد ولد فيها، ويظهر من إجازته التي حكى البلادي صاحب أنوار البدرين أنه رآها؛ يظهر أن له العديد من الأساتذة وشيوخ الرواية الذين درس عنهم ويروي عنهم، ومنهم: أحمد بن حسن الدمستاني، وحسين العصفور، ومحمد مهدي الطباطبائي بحر العلوم، ومحمد مهدي الشهرستاني. وأما تلامذته، فمنهم: سليمان بن أحمد آل عبد الجبار، وعلي بن مبارك بن علي آل حميدان، وابنه علي بن عبد المحسن اللويمي.

## مؤلفاته
له عدد من المؤلفات المذكورة في بعض المصادر المختصّة، ومنها:
| - الإجازة الكبيرة. - شرح العوامل. للجرجاني. - بداية الهداية في علم التجويد. - رسالة في الطهارة والصلاة. - التحفة في سيرة الشهيد المظلوم. يقع في عشرين مجلساً، وكل مجلس مقسّم على ثلاثة أبواب، وربما تُسمّى أيضاً بالتحفة الفاخرة. - الرسالة الصغرى في الصلاة. - الرسالة الوسطى في الصلاة. | - الرسالة الكبرى في الصلاة. - شرح الأجرومية في النحو. - كفاية الطالب المودعة بدائع علم الأعراب. - مشكاة الأنوار في فقه الصلاة عن الأئمة الأطهار. - النهج القويم والصراط المستقيم. - وفاة النبي يحيى. - وفاة الإمام الحسن. - وفاة الإمام الكاظم. |

## وفاته
ذكر صاحب كتاب أعلام هجّر أن اللويمي توفي بمدينة سيرجان وذلك نقلاً عن بعض أحفاده.